# Lurus
Lurus je menší a dlouhodobě nečinný (možná vyhaslý) vulkanický komplex ve východní části indonéského ostrova Jáva. Převažují v něm andezitové a trachytové horniny. V těch starších lze nalézt zvýšený obsah leucitu. Kdy došlo k poslední erupci, není známo. Odhady hovoří o holocénu.